# Hôtel Le Masuyer
L’hôtel Le Masuyer est un hôtel particulier, situé au no 5 rue de la Dalbade, dans le centre historique de Toulouse. Il est construit entre 1620 et 1630 pour le premier président au Parlement, Gilles Le Masuyer.
L'hôtel Le Masuyer, bâtiment de prestige construit pour un membre fastueux des élites toulousaines, est représentatif des premières constructions de l'architecture classique dans la ville. L'hôtel est inscrit aux monuments historiques en 1981.

## Protection
Les façades et les toitures sur rue, sur cours et sur jardin, ainsi que le petit salon à l'étage sont inscrits à l'inventaire supplémentaire des monuments historiques par arrêté du 8 décembre 1981.